# Sonata per a piano núm. 11 (Mozart)
La Sonata per a piano núm. 11 en la major, K. 331 (300i) de W. A. Mozart és una de les sonates més populars del compositor, especialment per la melodia del darrer moviment, la famosa marxa turca. No es coneix quan ni on la va compondre, però actualment es creu que podria ser a Viena o Salzburg el 1783; s'havia suggerit que fos a París el 1778.

## Estructura
L'obra està estructurada en tres moviments:
1. Andante grazioso - un tema i sis variacions
2. Menuetto - un minuet i trio
3. Alla Turca: Allegretto

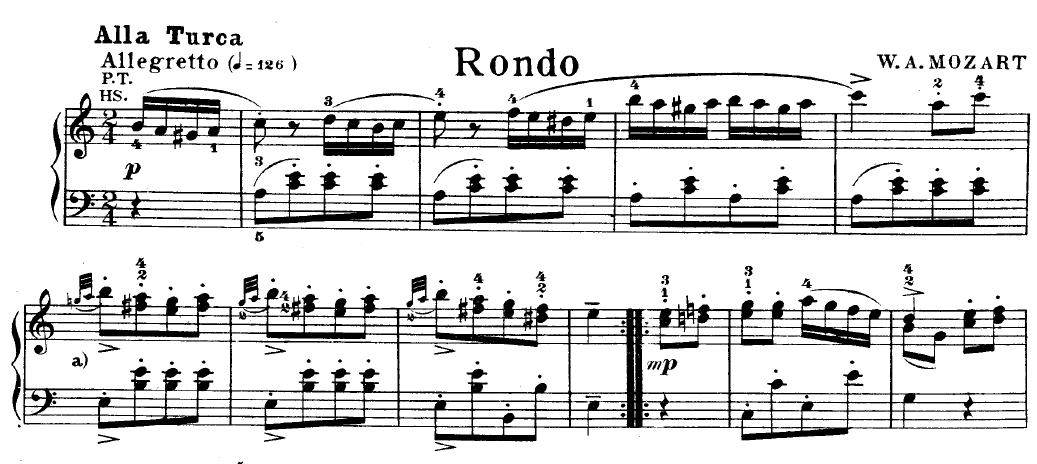
Inici del 3r. moviment, Alla Turca.

La interpretació dura aproximadament 20 minuts. Tots els moviments tenen la mateixa tonalitat, la major i, per tant, és una obra homotonal.

### Marxa turca
L'últim moviment, Alla Turca, popularment conegut com la Marxa turca, és una de les peces de piano més conegudes de Mozart i, per extensió, de la música clàssica. Imita el so de les bandes turques dels geníssers, la música de les quals estava de moda en aquella època. Altres obres de l'època imiten aquest tipus de música, incloent-hi la mateixa òpera de Mozart Die Entführung aus dem Serail (El Rapte al Serrall).

## Relacions amb composicions posteriors
- El tema del primer moviment va ser utilitzat per Max Reger en una de les seves obres més conegudes, les Variacions i Fuga sobre un tema de Mozart (1914) per a orquestra.[3]
- El músic de jazz Dave Brubeck anomenà amb un títol gairebé idèntic la peça "Blue Rondo à la Turk" de l'obra Time Out (1959) tot i que no es basa en la música de Mozart.[4]
- Franco Battiato utilitza un passatge de la Marxa Turca a la cançó Temporary Road.

## Partitures
- Partitura lliure de la Sonata núm 11 al Mutopia Project